# Berggott
Berggötter sind die Personifizierungen bestimmter Berge. Es ist eine anthropologische Konstante der menschlichen Kulturgeschichte, dass der höchste Berg eines Kulturraums von den darin lebenden Menschen als Sitz ihrer Götter angesehen und/oder verehrt wird. Die Verehrung von Berggöttern konnte mit einem bestimmten Heiligen Berg – wie etwa dem Olymp – verbunden sein, oder sie fand auf den Höhen selbst statt (siehe zum Beispiel der Garizim in Samarien).

## Asien

### Südostasien
Zahlreiche indische Tempel sind in Form von Bergen gebaut. Oft sollen sie den Berg Meru abbilden, der die Weltachse darstellt.

### Mittelasien
Im Heldenmythos vom Himmelflug, der im Iran und in Mittelasien in sowohl der proto- bis altelamischen Kultur, der Kermankultur als auch in der baktrischen Kultur zu finden ist, wird von einer Göttin berichtet, die unter anderem als Berg auftritt. Hier wird der Berg häufig als stilisiertes Dreieck, meist gefüllt mit Schuppen, Kreuz oder Schrägschraffur dargestellt. Der Berg wird sowohl als Füllmotiv, als auch als Bestandteil eines Thrones aus Bergdreiecken, Tieren und Schlangen dargestellt. Ebenso kann der Berg anstelle der Gottheit dargestellt werden, zum Beispiel als Gegenstand der Verehrung durch die Menschen. Der Berg symbolisierte im Iran und in Mittelasien des 3./2. Jhds. v. Chr. diese weibliche Gottheit. Nicht selten verschmelzen in Darstellungen Gottheit und Berg zu einem Mischwesen. In der proto-elamischen Schrift wird anstelle des mesopotamischen „dingir-Zeichens“ ein Bergdreieck, aus dem Wasserströme fließen, als Gottesdeterminativ verwendet.

## Europa
Der berühmteste Göttersitz Europas ist der Olymp der alten Griechen, wo sich nach der antiken griechischen Mythologie der Versammlungsort der wichtigsten Götter befand. Diese Mythologie beeinflusste bekanntlich die keltischen Vorstellungswelten.
Im minoischen Kreta finden sich zahlreiche Gipfelheiligtümer. Aus der mitteleuropäischen Bronze- und Eisenzeit sind Opferplätze, zum Beispiel in den Höhenlagen der Alpen belegt.
Manche Varianten des griechischen Zeus, wie Zeus Kasios und des römischen Jupiter sind Berggötter.
Tmolos, der Gott des gleichnamigen Gebirgszugs in Lydien (heute Boz Dağı), tritt in den Metamorphosen des Ovid sehr anschaulich aus seiner Berggestalt hervor, um im musikalischen Wettstreit zwischen Phoebus-Apollo und Pan Schiedsrichter zu sein.

## Ferner Osten

### China
In China gelten Orte als heilig, die sheng (heilig) oder ling (wirkkräftig) sind. Ling bedeutet u. a. auch „unmittelbar verbunden mit den Kräften der Erde und des doa“. Die Assoziation von Magie, Heilkraft bzw. Wirkkraft mit dem/den Bergen ist in China seit der Han-Zeit (200 v. Chr.) schriftlich fixiert. Spätestens ab dieser Zeit werden Bergregionen als aufgesuchte Zufluchtsorte in Notsituationen aufgeführt. Auch der chinesische Ausdruck für Pilgerschaft chaoshan jinxiang unterstreicht die Wichtigkeit der Berge. So verweist die Phrase weder auf Reise noch auf Rundgang, sondern auf Berge: chaoshan heißt „dem Berg seinen Respekt erweisen“, der Berg wird hier mit einem Herrscher gleichgesetzt. Jinxiang heißt „Räucherwerk vorbringen“, d. h. mitbringen und abbrennen, um Kontakt mit der Gottheit herzustellen. Die Analogie „Heilig und Berg“ wird ebenfalls im Ausdruck shanmen (Tor zum Berg) deutlich, welche sich in fast allen Tempeln befinden und „den Eingang zum Heiligen“ markieren. Es werden zahlreiche Berggötter verehrt, teils wurden ihnen Opfer dargebracht. Die wichtigsten sind die Berge, die die vier Himmelsrichtungen markieren (yue).

### Japan
Der Yama no kami Glaube Japans war in seinen wesentlichen Zügen bereits im 8. Jahrhundert fixiert, jedoch wird er von verschiedenen Gruppen unterschiedlich interpretiert. Die wörtliche Übersetzung von Yama no kami lautet „Berggottheit“, da yama üblicherweise mit Berg übersetzt wird, es handelt sich dabei jedoch grundsätzlich um einen bewaldeten Berg. Da ein Großteil Japans von Wald bedeckt ist, ist Yama no kami ebenfalls der Gott des Waldes. Außerdem wird er von Jägern auch als Gott der Jagd betrachtet, von Bauern identisch zum Ta no kami, dem Gott des Feldes, der im Frühling den Wald verlässt und sich auf den Felden aufhält.

### Korea
In Korea wird der Berggott San-sin verehrt. Die Geister einzelner Berge, die weiblichen yŏ-sansin, beschützen Reisende und werden auch angerufen, um Kinder zu bekommen.

## Naher Osten
Die Hethiter verehrten Berggötter. Berggötter sind zum Beispiel auf den Reliefs in Yazılıkaya dargestellt. Der Gott Aššur der Assyrer war ein Berggott, der mit dem Berg Ebiḫ (Dschebel Machul) verbunden war, bevor er zur Reichs- und Kriegsgottheit wurde.
Die Urartäer verehrten Berggötter und brachten ihnen Opfer dar, wie die Inschrift von Meher Kapısı belegt. Beispiele sind der Berg Eidoru bei Rusaḫinili (Ayanıs), vermutlich der Süphan Dağı und dQilibani, der Zımzımdağ östlich von Van. dAdarutta war der Gott des Berges Andarutta bei Hipparna an der Grenze zwischen Urartu und Musasir.
Manche Variationen des syrischen Baal waren mit bestimmten Bergen verbunden:
- Baal-Hammon
- Baal-Zaphon
- Baal Zelbul
- Baal-Qarnaim

## Neue Welt
Die Inka brachten bestimmten heiligen Bergen Menschenopfer dar.

## Beispiele
- Elagabal (Gottheit)
- Indra